# Blauet ventreblanc
El blauet ventreblanc (Corythornis leucogaster) és una espècie d'ocell de la família dels alcedínids (Alcedinidae), que habita manglars i rius a la selva de l'Àfrica Occidental i Central, al sud de Mali i des de Guinea fins a Ghana, i des de Nigèria cap a l'est fins a Uganda i cap al sud fins al nord d'Angola.